# Ramal de Serpa
O Ramal de Serpa foi uma curta linha ferroviária no sul de Portugal — planeada e construída mas nunca inaugurada. Teria ligado o Ramal de Moura à vila de Serpa, entroncando em triângulo ferroviário. A estação terminal, nunca utilizada como tal, foi convertida mais tarde em escola primária.

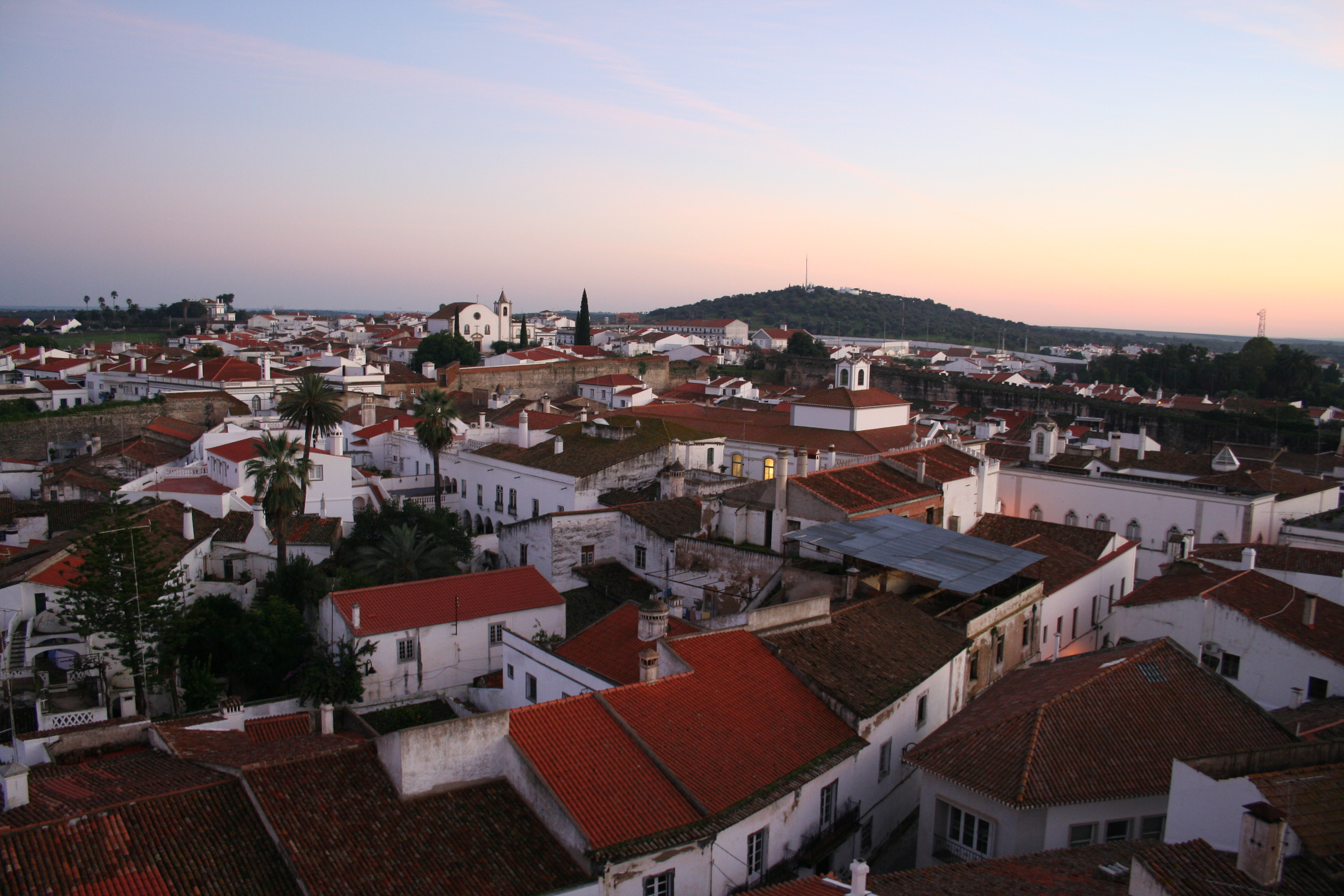
Vista geral de Serpa.

## História

### Antecedentes
Em meados do Século XIX, existiam grandes problemas de comunicações em Portugal, especialmente no interior do país, onde as populações estavam dependentes de uma antiga e desadequada rede de estradas. Na região do Alentejo, uma das principais rotas utilizadas pelos viajantes entre Lisboa e o Algarve era seguir de barco ao longo do Rio Guadiana até Mértola, e depois utilizar as estradas por Serpa ou Beja.
Para tentar resolver as dificuldades nos transportes na região Sul, na década de 1850 o governo iniciou um projecto para a construção do Caminho de Ferro de Sul, que inicialmente deveria ligar apenas a capital ao Alentejo, mas que depois foi prolongado até ao Algarve. Porém, a escolha do traçado não foi um processo pacífico, com duas facções no parlamento a defenderem percursos distintos além de Beja, um seguindo pelo centro do Alentejo e outro pela zona oriental, acompanhando parcialmente o percurso do Rio Guadiana. Este último traçado foi defendido pelos deputados do Alentejo, especialmente Frederico de Mello, que advogavam que a linha deveria servir Serpa, Castro Verde e Almodôvar, e terminar em Mértola, sendo o resto do caminho até ao Algarve feito pela navegação fluvial ao longo Rio Guadiana. Desta forma, seriam melhoradas as comunicações na região, favorecendo não só as populações e a agricultura, mas também os diversos coutos mineiros, especialmente os de Aljustrel e São Domingos, que sofriam com as dificuldades de transporte. No entanto, esta proposta não foi aceite, tendo sido utilizada a directriz que fazia a linha ir directamente até ao Algarve, passando por São Bartolomeu de Messines e terminando em Faro.
Posteriormente, iniciou-se a construção de um outro caminho de ferro, que tinha como objectivo inicial ligar Beja à fronteira espanhola, na direcção de Sevilha, mas que não chegou a passar da vila de Moura. O primeiro troço da Linha do Sueste (futuro Ramal de Moura), de Beja até Quintos, entrou ao serviço em 2 de Novembro de 1869, enquanto que o lanço seguinte, até Serpa abriu à exploração em 14 de Abril de 1878. Embora esta gare tivesse o nome de Serpa, estava situada na zona de Salsa, a cerca de 7 Km de Serpa, sendo insuficiente para servir a importante e populosa vila. Desta forma, a população de Serpa pediu a construção de um ramal, de forma a ter uma estação dentro da vila. Esta situação era muito comum em Portugal, tendo acontecido por exemplo com Portalegre, cuja estação ficava a 12 Km de distância, ou com Loulé, enquanto que Tomar, Montijo e Ramal de Montemor conseguiram ainda construir ramais próprios.
Posteriormente, foi criada uma carreira de autocarros entre a estação e a vila de Serpa.

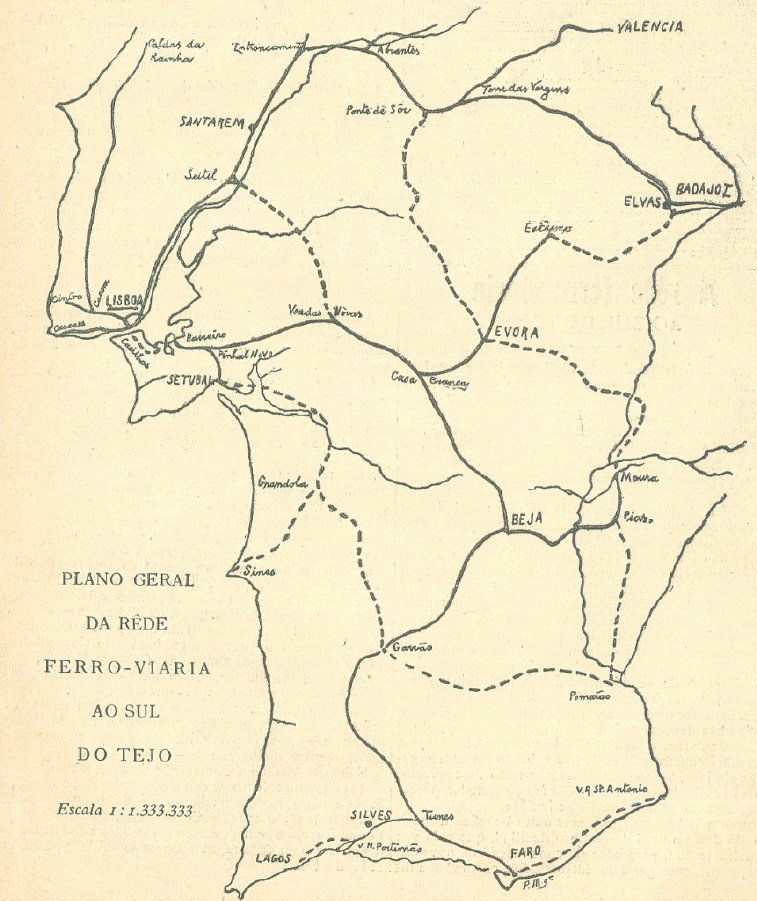
Plano Geral da Rede Ferroviária ao Sul do Tejo, decretado em 27 de Novembro de 1902. Um dos projectos era a Linha do Guadiana, de Évora a Pomarão, servindo Reguengos, aproveitando o troço entre Moura e Pias do Ramal de Moura, e passando por Serpa.

### Planeamento e construção
Em 27 de Novembro de 1902, foi decretado o Plano Geral da Rede Ferroviária ao Sul do Tejo, documento que regulou os projectos que existiam para a construção de novos caminhos de ferro na zona Sul de Portugal, tendo um dos projectos classificados sido o da Linha do Guadiana, que deveria unir Évora ao Pomarão, passando por Reguengos de Monsaraz, Mourão, Moura, Serpa ou Aldeia Nova de São Bento, e pela Mina de São Domingos.
Em 12 de Agosto de 1922, o Partido Liberal realizou um congresso distrital em Beja, onde se discutiram as principais reivindicações a fazer para o desenvolvimento da região, tendo uma das prioridades sido a construção de vias férreas, nomeadamente de Serpa a Mértola e ao Pomarão.
Em 14 de Dezembro de 1926, teve lugar uma reunião com várias entidades públicas e privadas interessadas na construção de caminhos de ferro, tendo uma das linhas discutidas sido a do Guadiana.
Ainda na Década de 1920, foi pedida a construção de uma linha férrea transversal na região do Baixo Alentejo, que servisse Barrancos, Moura, Serpa, Beja, Ferreira do Alentejo, Santiago do Cacém e Sines, que seria relativamente económica de construir, mas que traria um grande desenvolvimento à região, ao permitir o escoamento dos seus produtos.
Quando se iniciaram os estudos para a revisão do Plano Geral da Rede Ferroviária, na Década de 1920, foi formada uma comissão para analisar as ligações internacionais por caminho de ferro, e para apontar várias medidas que fossem necessárias, para apresentar durante a Conferência Económica Luso - Espanhola. A comissão propôs a construção de várias linhas internacionais, uma das quais ligava Beja a Sevilha por Serpa e Aracena, embora já se reconhecesse que era pouco provável que o governo espanhol construísse a linha de Sevilha à fronteira.
O Plano Geral da Rede Ferroviária, publicado pelo Decreto n.º 18:190, de 28 de Março de 1930, retomou o projecto de ligar o Pomarão a Évora, através da Linha do Guadiana, que no entanto deixou de passar por Serpa, indo directamente da Pias a Vila Nova de São Bento e daí até ao Pomarão. Também foi introduzido um novo projecto, com o nome de Ramal de Serpa, que devia ligar a estação de Serpa à vila, e que nessa altura já se encontrava em construção.
O plano para construir a linha até ao Pomarão acabou por ser cancelado, uma vez que foi considerado prejudicial, do ponto de vista militar. Mas o lanço até Serpa ainda chegou a ser parcialmente construído, tendo a Gazeta dos Caminhos de Ferro n.º 1089, de 1 de Maio de 1933, noticiado que as obras estavam muito adiantadas.

### Variante projectada no Ramal de Moura
Em 1934, na primeira sessão do Conselho Superior de Obras Públicas, discutiu-se a ideia de modificar o traçado da Linha do Sueste, entre as estações de Quintos e Serpa - Brinches, de forma a servir melhor a vila de Serpa. A Gazeta dos Caminhos de Ferro de 16 de Março de 1940 noticiou que já tinham sido concluídos os estudos para esta variante, prevendo-se que a linha via saísse da estação de Quintos, atravessasse o Rio Guadiana numa nova ponte, orçamentada em 6 000 contos, e passasse junto à vila de Serpa, voltando depois ao antigo traçado para Moura. Este projecto aproveitava as terraplanagens já construídas no ramal para Serpa.
A construção deste troço foi defendida pelo engenheiro Mira Galvão num discurso durante a sessão de 17 de Abril de 1948 da Assembleia Nacional, onde referiu que as terraplanagens no troço de sete quilómetros entre a estação de Serpa e a vila já tinham sido concluídas há muitos anos, mas que se estavam a deteriorar por falta de uso.